# 1834 en musique
| \| • Retour à la chronologie générale de la musique populaire • \| |
| XXIe siècle • XXe siècle • XIXe siècle • XVIIIe siècle XVIIe siècle • XVIe siècle • XVe siècle • XIVe siècle XIIIe siècle • XIIe siècle • XIe siècle • Xe siècle IXe siècle • VIIIe siècle • Haut Moyen Âge • Rome • Grèce |
| • Retour à la chronologie générale de la musique populaire • |

| • Retour à la chronologie générale de la musique populaire • |

| Années de la musique populaire : 1831 - 1832 - 1833 - 1834 - 1835 - 1836 - 1837    |
| Décennies de la musique populaire : 1800 - 1810 - 1820 - 1830 - 1840 - 1850 - 1860 |

## Événements
- 24 juin: lors de la première fête de la Saint-Jean Baptiste à Montréal au Canada, interprétation de la chanson Ô Canada ! mon pays, mes amours de George-Étienne Cartier[1].
- La chansonnière Élisa Fleury est la première et unique femme admise dans la célèbre goguette de la Lice chansonnière.
- Hymne à Saint-Martin, hymne festif et carnavalesque parisien, chanté sur l'air de la chanson Voici la saison de l'automne.
- La Leçon de valse du petit François, chanson comique française écrite et composée par Amédée de Beauplan.

## Publications
- Armand Gouffé, Pierre-Jean de Béranger et Marc-Antoine Désaugiers, La Goguette, chansonnier de table et de société, Paris, chez tous les marchands de nouveautés.

## Naissances
- 19 avril : Adolphe Orain, folkloriste français, qui a recueilli contes et chansons de la Haute-Bretagne, mort en 1918.